# Groß Lüdershagen
Groß Lüdershagen ist ein Ort innerhalb der Gemeinde Wendorf im Landkreis Vorpommern-Rügen, unweit der Hansestadt Stralsund. Der Ort gehörte bis 1994 zum Landkreis Stralsund und bis zum Jahre 2011 zum Landkreis Nordvorpommern, der im Zuge der Kreisgebietsreform in Mecklenburg-Vorpommern aufgelöst wurde. Geografisch benachbarte Gemeinden bzw. Orte sind Lüssow, Stralsund, Wendorf und Voigdehagen.
Den zentralen Platz in dem kleinen Ort stellt das Gutshaus dar. Früher wurde noch nicht von Klein- und Groß Lüdershagen gesprochen, sondern von Lüdershagen als Gesamtem.
Hatte Groß Lüdershagen bis zur politischen Wende 1989/1990 eher ländlichen Charakter, so hat sich das Bild des Ortes in den Jahren nach der Wende deutlich verändert. Bauland wurde erschlossen und zahlreiche neue Wohnhäuser entstanden. Des Weiteren siedelten sich zahlreiche Unternehmen im angrenzenden Gewerbegebiet an.

## Geschichte
Lüdershagen wird erstmals im 13. Jahrhundert erwähnt, wie viele ehemalige Stralsunder Stadtdörfer. Eine genaue Datierung ist bisher nicht bekannt.

### Mittelalter
Am 29. August des Jahres 1290 verkauft Fürst Wizlaw II. von Rügen mit Zustimmung seines Sohnes Wizlaw III. der Stadt Stralsund das Eigentum ihrer Güter in Voigdehagen von dem Meere da wo das Gewässer endigt, das 2 Mühlen treibt, und von der Grenze der Stadt, wo der Weg nach dem Dorfe führt bis an den Teich und diesen selbst. Ebenso das Eigentum des Dorfes Lüdershagen, sowohl was sie dort von Rolef Plotze gekauft hat als was sie von den Kleriker des Fürsten, Nicolaus, und dessen Bruder Martin kaufen wird. Gleich zu Beginn des 14. Jahrhunderts, am 2. Februar 1301 verkauft der Rat der Stadt Stralsund dem Johan von Straßburg Renten aus 2 1/2 Hufen in Lüdershagen und zwar von jeder 55 Mark, ausgenommen die Gerichtsbarkeit. Am 10. Mai 1321 bestätigt Fürst Wizlaw III. der Stadt Stralsund ihre Privilegien und ihren Besitz, betreffend in den Dörfern Devin, Teschenhagen, Zitterpenningshagen, Voigdehagen, Wendorf, Lüdershagen, Vogelsang, Lüssow, Langendorf und Kedingshagen. Die Privilegien sind dieselben wie in früheren Bestätigungen.
Am 18. November 1436 verkauft Gerwin Ronnegarve, Bürger in Stralsund, dem Bürger Wilken Nyenkerke für 780 Mark eine jährliche Rente von 66 Mark weniger 4 Schilling im Dorfe Lüssow und Lüdershagen mit allem Zubehör und allen Rechten, wie sie in der Urkunde des Rates, die er darüber hat, und des Klosters St. Brigitten oder Marienkron angegeben werden. Die Urkunde hat er an Nyenkerken ausgeliefert. Mitsiegler: Everd van Hudzen, Ratsherr, und Brand Ronnegarve, einem Stralsunder Bürger. Im Jahre 1499 wiederum verkaufen Dr. Gerwin Ronnegarve, Archidiakon von Tribsees und Usedom, Domherr zu Cammin und Schwerin und Gerhard Hundertmark dem Rat von Stralsund 2 Morgen Heuwiese zwischen Lüdershagen und Wendorf, zwischen den Wiesen des seligen Bürgermeisters Johann Schwarte und des Hans Blomenberg, wie sie der selige Bürger Hinrik Boleke dem Kaland verkauft hat laut der Urkunde von 1469, die sie aber behalten, weil darin auch noch von anderen Gütern die Rede ist.

### Neuzeit bis 19. Jahrhundert
1675 wurde Lüdershagen zu einem Heerlager für brandenburgische Truppen. Im selben Jahre überfiel Schweden im Schwedisch-Brandenburgischen Krieg die Mark Brandenburg. Die Schweden wurden in der Schlacht bei Fehrbellin geschlagen und in die Defensive gedrängt, womit auch Stralsund wieder Kriegsziel wurde. Erstmals lagerte in diesem Pommernfeldzug im Oktober 1675 in Lüdershagen der brandenburgische Kurfürst Friedrich Wilhelm mit einem Heer vor Stralsund, zog jedoch bald darauf aufgrund des einbrechenden Winters wieder ab. Daraufhin stellte der schwedische Feldmarschall Graf Otto Wilhelm von Königsmarck eine 14.000 Mann starke Armee in der Region Rügen/Stralsund auf. Im September 1677 gelang es den Dänen, auf Rügen zu landen und Schwedens Verbindung zu Vorpommern abzuschneiden.

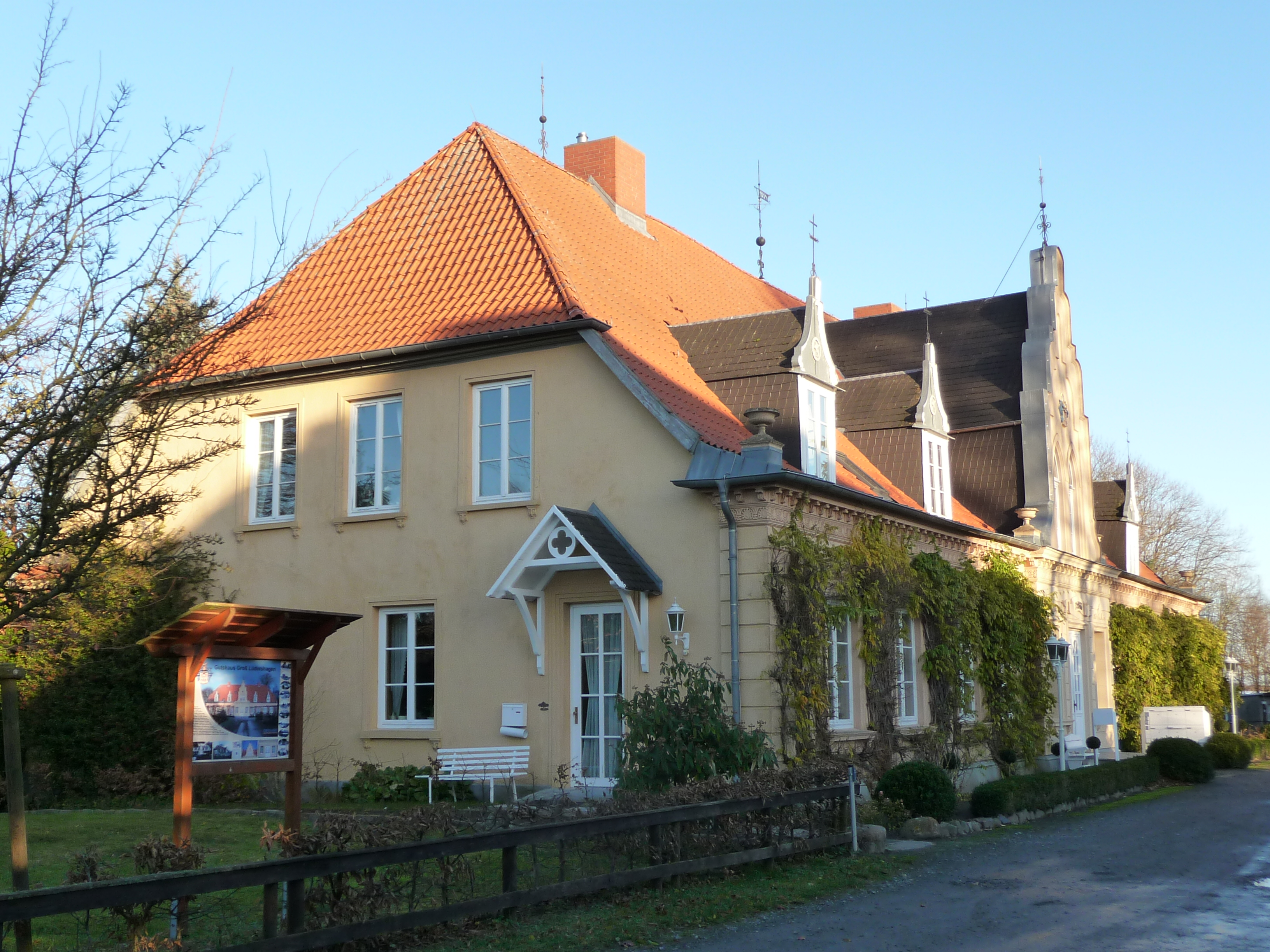
Gutshaus Lüdershagen Seitenansicht

Die Gewerke der Stadt Stralsund klagten im 17. und 18. Jahrhundert immer wieder gegen die der Stralsunder Stadtdörfer, wohl aus Konkurrenzdenken. In der Zeit von 1689 sind Klagen des Amtes der Rademacher in Stralsund gegen die Rade- und Stellmacher in Altefähr, Rothenkirchen und Lüdershagen wegen Eindrangs dokumentiert. In derselben Zeit kam es auch zu Klagen von Stralsundern gegen die Grützmacher von Voigdehagen (Müllerhandwerk). Anfang des 18. Jahrhunderts lag das Gut Lüdershagen wüst da, zum einen durch mangelnde wirtschaftliche Führung und zum anderen durch die für 1718 nachzuweisenden Sturmschäden. Im Jahre 1722 stellte der Pächter Hinricht Adolph Gradener im übernommenen Gut auch eine entsprechende Rechnung aus.
Im 18. und 19. Jahrhundert weist das Kloster zum Heiligen Geist in Stralsund Grenzregulierungen zwischen Voigdehagen und Lüdershagen nach. Grenzregulierungen sind zwischen den Höfen und Gütern nicht ungewöhnlich; sie lassen sich in der näheren Umgebung auch für Andershof, Devin und Zitterpenningshagen nachweisen. Im Jahre 1808, während der Zeit der napoleonischen Kriege, lagerten französische Truppen vor den Toren der Stadt. Die Truppen mussten auch versorgt werden. So berechnete die Stadt Stralsund 154 Tonnen heimischen Bieres für das Truppenlager bei Lüdershagen.
In der Zeit, als die Stadt Stralsund entfestigt wurde, kam es zum Bau zweier Pulvermagazine vor der Tribseer Vorstadt am Weg von der Richterberger Chaussee nach Groß Lüdershagen. Als Zeitraum werden die Jahre 1862 bis 1882 angegeben.
Zu diesem Zeitpunkt waren bereits einige Jahrzehnte die Freiherrn von Langen die Grundbesitzer des Gutes. Arthur Freiherr von Langen und seine Ehefrau Carolina von Keffenbrinck hatten ihren Hauptwohnsitz in Groß Lüdershagen. Ihr Sohn Friedrich Ernst Philipp Freiherr von Langen-Keffenbrinck, Mitglied des Deutschen Reichstags, war Eigentümer und Besitzer mehrerer Güter, auch zeitweilig von Groß Lüdershagen.

### 20. Jahrhundert

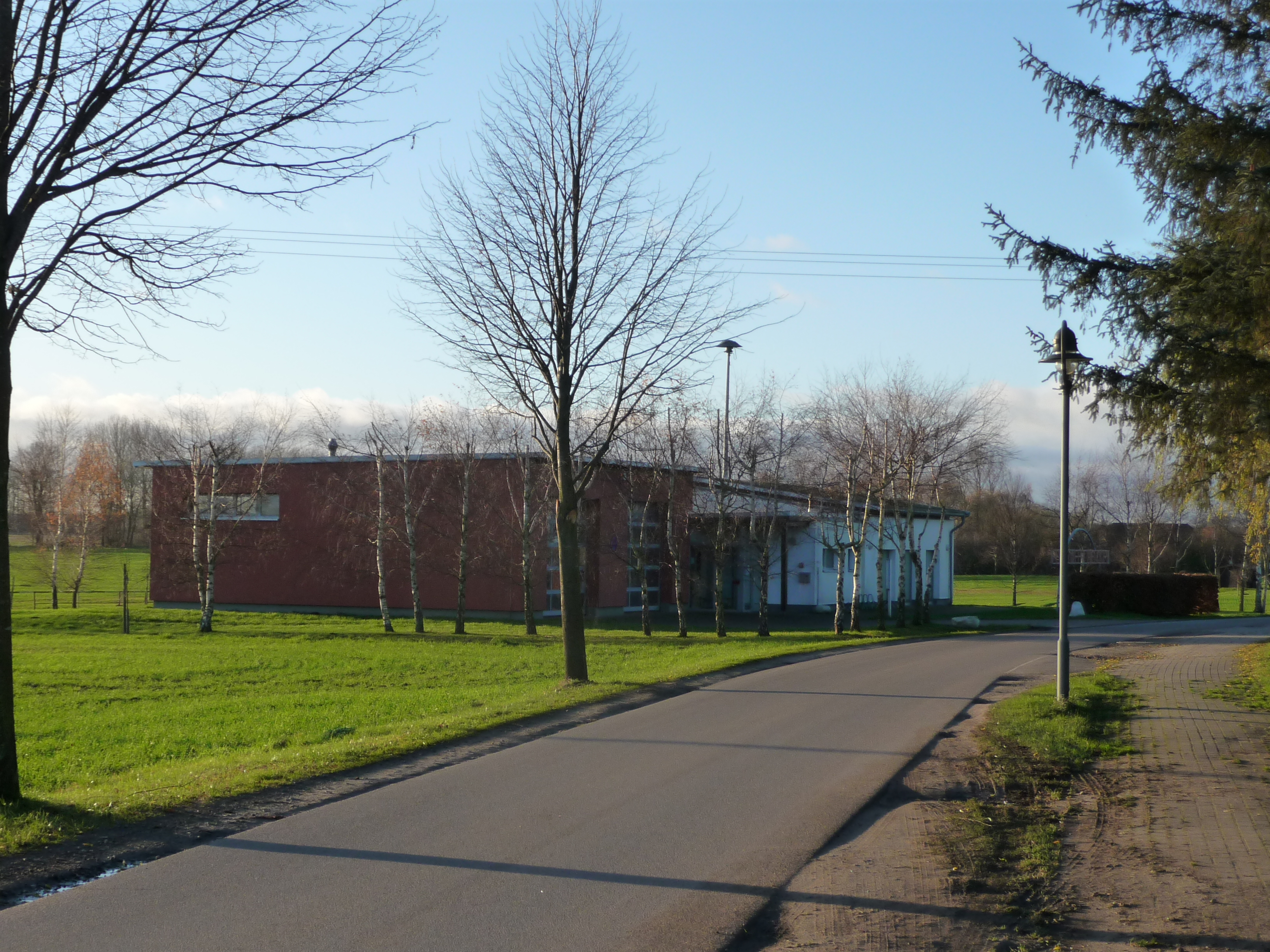
Feuerwehrhaus in Lüdershagen

Im Jahre 1900 wird der Verein zur Züchtung reinrassiger Hunde durch den Freiherren von Langen in Groß-Lüdershagen gegründet. Carl-Friedrich Freiherr von Langen hat sein eigentliches Gut in Parow. Am dortigen Gutshaus hängt noch eine Gedenktafel. Im selben Jahr wird Lüdershagen auch an die Fernsprechverbindung nach Stralsund und Berlin angeschlossen, deren weiterer Ausbau 1904 erfolgt.
Ab 1945 werden die Güter nicht mehr durch das Kloster zum Heiligen Geist verpachtet. Die Höfe und Ländereien werden durch die Bodenreform in der sowjetischen Besatzungszone enteignet und später den Landwirtschaftlichen Produktionsgenossenschaften zugeführt, welche diese weiter bewirtschafteten.
Am 13. Juli 1995 wird der Busbetriebshof Lüdershagen an den Städtischen Nahverkehr übergeben. Für eine Investitionssumme von 13, 5 Millionen DM entstanden moderne Hallen für 48 Busse, Reparaturwerkstätten mit computergesteuertem Bremsenprüfstand, Bushebebühnen, Tankstelle und Waschanlage auf der Basis von Regenwasser. Die Anlage wird teilweise bereits seit November 1994 genutzt. Ein paar Jahre später, am 9. Juni des Jahres 2000, kommt es zur Grundsteinlegung für den Erweiterungsbau der Werkstatt für Behinderte in Lüdershagen. Mit dem Bau, in dem zwei große Montageräume und zwei Räume für Arbeitstraining eingerichtet werden, sollen ab Herbst 2001 zusätzliche Kapazitäten für 60 neue Arbeitsplätze bereitstehen.

## Sehenswürdigkeiten in Groß Lüdershagen

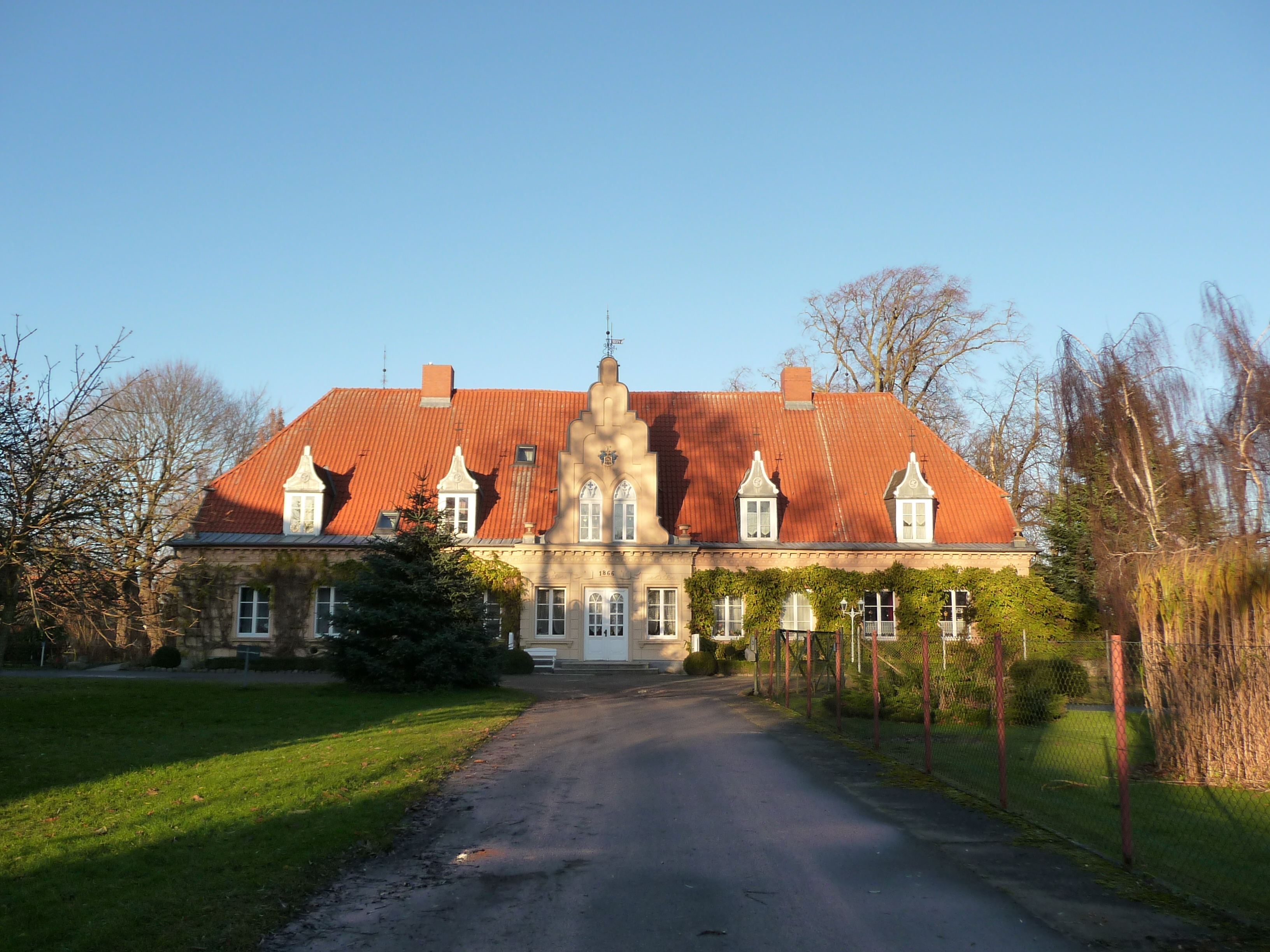
Blick zum Gutshaus in Groß Lüdershagen

- Gutshaus Groß Lüdershagen von 1866 der Familien von Langen respektive Freiherren von Langen-Keffenbrinck als eingeschossiger Putzbau mit zweigeschossigem Eingangsrisalit und Krüppelwalmdach.

## Gutshaus (Klein) Lüdershagen
Anfang des 17. Jahrhunderts wird Familie von Braun als Besitzer des Gutes Lüdershagen genannt, 1652 folgte Alexander von Erskine, danach der Stralsunder Stadtkommandant Oberst Otto von Schulmann. Dann erwarb es Nikolaus von Baumann, dessen Familie um 1780 in Konkurs ging. Im Jahre 1928 übernahm der Major der Reserve Fritz Blume das damals 325 Hektar umfassende Gut von Paul Matthies. Einen Namen machte sich Fritz Blume mit seiner Pferdezucht – seine Warmblüter waren anerkanntes Herdbuchvieh. Das Gutshaus entstand in seiner heutigen Gestalt um 1866. Es wurde in den 1990er Jahren umfassend saniert und ist bewohnt.

## Verkehrsanbindung
Der Ort liegt ganz in der Nähe der Bundesstraße 194, der Bundesstraße 105 und der Bundesstraße 96. Einen Anschluss an das Bahnstreckennetz gibt es nicht.